# Ángel Rama
Ángel Rama (* 30. April 1926 in Montevideo; † 27. November 1983 in Madrid) war ein uruguayischer Schriftsteller, Romanist und Hispanist spanischer Abstammung, der auch die venezolanische und die kolumbianische Staatsbürgerschaft besaß.

## Leben und Werk

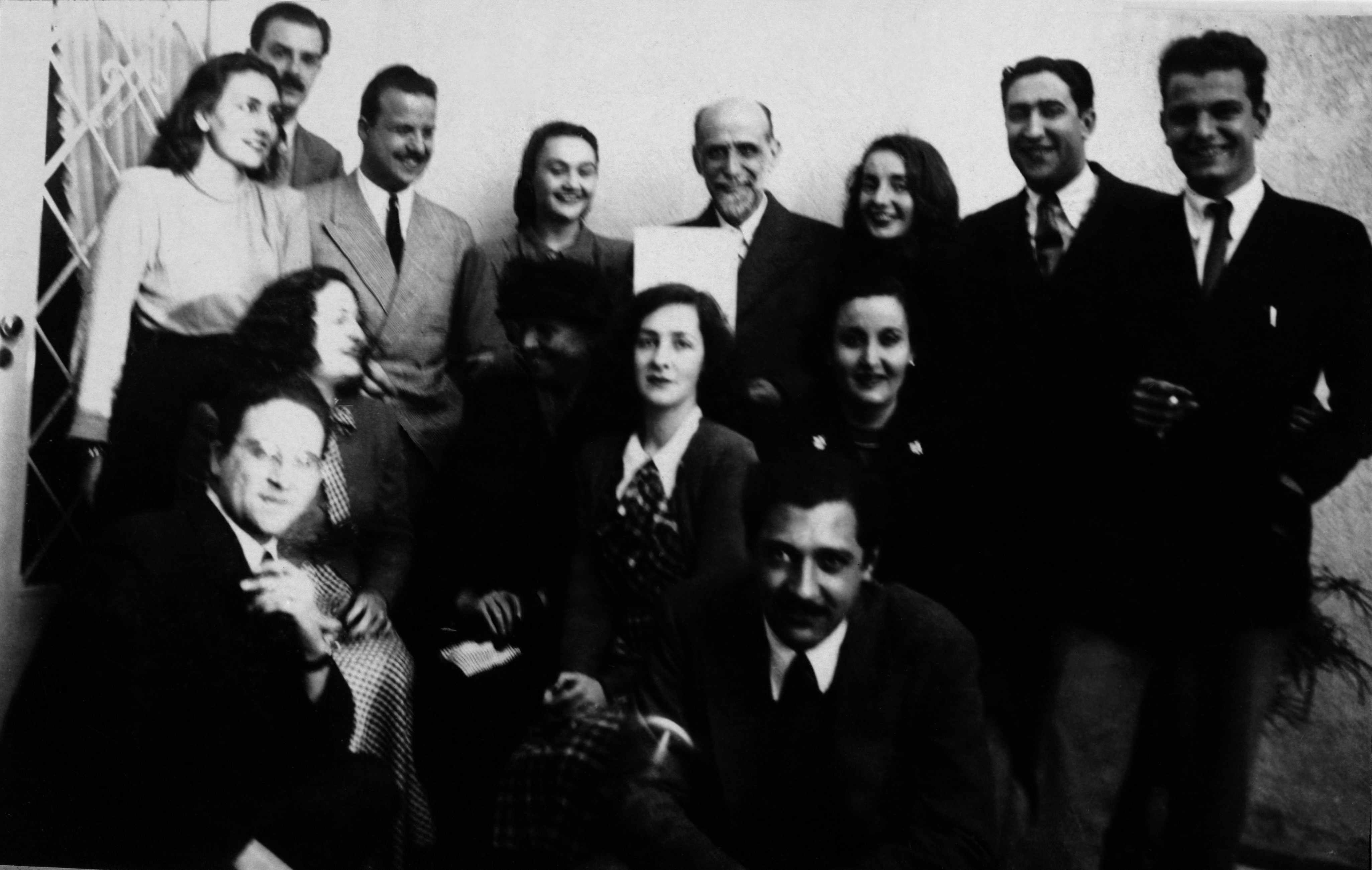
Rama in der Generación del 45 (hinten ganz rechts) (ohne Jahr)

Rama studierte von 1947 bis 1950 hispanoamerikanische und europäische Literatur an der geistes- und sozialwissenschaftlichen Fakultät in Montevideo sowie von 1948 bis 1949 Pädagogik an der Sección Agregaturas del Consejo de Enseñanza Secundaria. 1950 heiratete er die Schriftstellerin Ida Vitale, mit der er zwei Kinder bekam, und von der er sich 1969 wieder scheiden ließ. Von 1952 bis 1966 wirkte er sodann als Dozent am montevideanischen Instituto Alfredo Vázquez Acevedo und war von 1952 bis 1964 Lehrer am Liceo Francés. Zwischenzeitlich führte ihn sein Lebensweg auch nach Paris. Dort folgte begleitend von 1955 bis 1956 ein weiteres Studium am Collège de France. Im zweiten Jahr in Paris war er zudem als Lehrer an der Ecole de Sevres tätig. Von 1963 bis 1966 unterrichtete er Theatergeschichte am Instituto de Arte Dramático in der uruguayischen Hauptstadt. 1966 wurde er Professor für hispanoamerikanische Literatur an der geistes- und sozialwissenschaftlichen Fakultät an der Universidad de la República und hatte dieses Position bis 1970 inne. In der Folgezeit war er an der Fakultät Direktor der Abteilung für hispanoamerikanische Literatur. Begleitend war er zu jener Zeit auch journalistisch tätig. So war er unter anderem von 1947 bis 1949 Co-Direktor der universitären Zeitschrift Clinamen und war von 1958 bis 1968 Direktor des Literaturteils der Wochenzeitung Marcha. Er arbeitete zudem in der Nationalbibliothek von Montevideo. 1973 ging er nach Venezuela ins Exil und erwarb dort 1977 die venezolanische Staatsangehörigkeit als Ersatz für die verlorene uruguayische. Von 1979 bis 1982 lehrte er als Gastprofessor u. a. an der Princeton University, von 1981 bis 1982 regulär an der University of Maryland, College Park, musste aber wegen Nichtverlängerung des Visums die Vereinigten Staaten wieder verlassen. Er ging nach Paris, erhielt durch Belisario Betancur die kolumbianische Staatsangehörigkeit und kam auf dem Weg nach Kolumbien (zusammen mit seiner zweiten Frau Marta Traba) bei einer Flugzeugkatastrophe (Avianca-Flug 011) ums Leben. Rama gehörte als Schriftsteller zur Generación del 45.
1985 wurde in Montevideo die Fundación Ángel Rama begründet. An der Universität São Paulo wurde ein Forschungszentrum nach ihm benannt.

## Werke

### Zu Lebzeiten erschienen
- La aventura intelectual de Figari, Montevideo 1951
- Tierra sin mapa, Montevideo 1961, 1985 (brasilianisch: Terra sem mapa, São Paulo 2008)
- Rubén Darío y el modernismo, Caracas 1970, 1985
- Diez problemas para el narrador latinoamericano, Caracas 1972
- La generación crítica, Montevideo 1972
- Los gauchipolíticos rioplatenses. Literatura y sociedad, Buenos Aires 1976, 1982, Montevideo 1995
- Los dictadores latinoamericanos, Mexiko 1976
- Transculturación narrativa en América Latina, Mexiko/Madrid/Buenos Aires 1982, 1985, 1987, 2000, 2004, 2006; Montevideo 1989, Buenos Aires 2007 (englisch: Writing across cultures. Narrative transculturation in Latin America, London 2012)
- La novela latinoamericana, Bogotá 1982
- (Hrsg.) Der lange Kampf Lateinamerikas.Texte und Dokumente von José Martí bis Salvador Allende, Frankfurt a. M. 1982, 1984
- Literatura y clase social, Mexiko 1984

### Postum erschienen
- La ciudad letrada, Hanover N. J. 1984, 2002; Montevideo 1995, 1998; Santiago de Chile 2004; Madrid 2009 (brasilianisch: A cidade das letras, São Paulo 1985; englisch: The Lettered City, Durham, N C. 1996)
- Las máscaras democráticas del modernismo, Montevideo 1985
- La crítica de la cultura en América Latina, hrsg. von Saúl Sosnowski und Tomás Eloy Martínez, Caracas 1985
- Ensayos sobre literatura venezolana, Caracas 1985, 1991
- La novela en América latina. Panoramas 1920-1980, Montevideo 1986
- García Márquez. Edificación de una cultura nacional y popular, Montevideo 1987
- Antología de "El techo de la ballena", Caracas 1987
- La riesgosa navegación del escritor exiliado, Montevideo 1993, 1998
- Diario 1974-1983, hrsg. von Rosario Peyrou, Montevideo 2001, 2008, 2011; Caracas 2008, 2012
- Crítica literaria y utopía en América latina, hrsg. von Carlos Sánchez Lozano, Medellín 2006
- Literatura, cultura y sociedad en América Latina, hrsg. von Pablo Rocca, Montevideo 2006